# 轻金属
輕金屬是原子質量較輕的金屬。輕金屬沒有廣泛認同的標準定義，其中一種常見的定義是指密度低於5 g/cm3的金屬以及其合金，也有其他的定義方式。不論使用哪一種分類法，鋰、鈹、鈉、鎂、鋁幾乎都列在輕金屬中。鋰和鉀的密度分類是0.53、0.86g/cm3，是密度最小的二種輕金屬。
镁、铝和钛是具有重要工業和民生用途的輕金屬，其密度分別是1.7、2.7、4.5 g/cm3，是銅（密度8.9）、鐵（密度7.9）等常見金屬密度的19%至56%。輕金屬的金屬合金比強度高，常用在航太等要求輕量化的產業裡。
和輕金屬相對的重金屬，有多種定義，其中一種是有毒重金屬。輕金屬的鈹有毒，其他的輕金屬（像是鋁）只在大量時才有明顯的毒性。